# 中湖宗祠
中湖宗祠，又称曾氏始祖大宗，位于中国福建省平和县九峰镇大洋陂，明弘治壬子年（1492年）始建，明、清、民国重修。坐东北向西南，前有大埕和照壁，主体为前后两落硬山顶穿斗抬梁式建筑，两侧护厝，规模宏大。建筑面积450平方米，占地面积约1490平方米。2009年11月16日公布为第七批福建省文物保护单位。